# Vương quốc Libya
Vương quốc Libya, (tiếng Ả Rập: المملكة الليبية) ban đầu được gọi là Vương quốc Liên Hiệp Libya ra đời sau khi độc lập vào ngày 24 tháng 12 năm 1951 và kéo dài cho đến khi một cuộc đảo chính lãnh đạo bởi Muammar Gaddafi vào ngày 1 tháng 9 năm 1969 lật đổ vua Idris và thành lập nước Cộng hòa Ả Rập Libya.

## Các khu vực hành chính
| Tỉnh         | Thủ phủ           | Diện tích                          |
| ------------ | ----------------- | ---------------------------------- |
| Tripolitania | Tripoli           | 106,500 dặm vuông Anh (275,83 km2) |
| Cyrenaica    | Benghazi          | 330,000 dặm vuông Anh (854,70 km2) |
| Fezzan       | Sabha (thành phố) | 243,500 dặm vuông Anh (630,66 km2) |

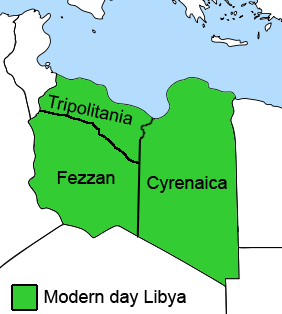
Các tỉnh trước năm 1963

Sau độc lập cho đến 1963, vương quốc này đã được chia thành ba tỉnh: Tripolitania, Cyrenaica và Fezzan, cũng là ba khu vực lịch sử của Libya. quyền tự trị ở các tỉnh này được thực hiện thông qua chính quyền địa phương và các cơ quan lập pháp.